# مزرعة جزمة (كوهباية الشرقي)
مزرعة جزمة (بالإنجليزية: Mazraeh Jazmeh)‏ هي منطقة سكنية تقع في إيران في قسم کوهبایة الشرقي الریفي.